# Voktov
Voktov (mađ. Foktő) je selo u jugoistočnoj Mađarskoj.
Zauzima površinu od 31,53 km četvornih.

## Zemljopisni položaj
Nalazi se u regiji Južni Alföld, na 46°31' sjeverne zemljopisne širine i 18°55' istočne zemljopisne dužine, na istočnoj obali rijeke Dunava, 3 km istočno od Kalače, 6 južno od Vusada i 6 km sjeverozapadno od Baćina. 

## Upravna organizacija
Upravno pripada kalačkoj mikroregiji u Bačko-kiškunskoj županiji. Poštanski broj je 6331. Upravno mu pripadaju naselja Popovnjak i Meszes.

## Stanovništvo
U Voktovu živi 1696 stanovnika (2005.). Stanovnici su Mađari uz malo pripadnika drugim manjina: Roma, Hrvata i Nijemaca.

## Poznate osobe
- Grgur Cserháti, svećenik, autor molitvenika, radio je kao duhovnik u Voktovu